# Ultimul ordin
„Ultimul ordin” (engleză: The Last Command) este o povestire științifico-fantastică scrisă de autorul britanic Arthur C. Clarke.  A apărut inițial în revista Bizarre Mystery Magazine din noiembrie 1965. „Ultimul ordin” a fost publicată în colecția de povestiri The Wind from the Sun (1972).
În limba română a fost tradusă de Mihai-Dan Pavelescu  și a apărut în colecția de povestiri Lumina întunericului din 2002 în Colecția Sci-Fi a Editurii Teora.